# دست‌نیافتنی‌ها
(فرانسوی: Intouchables‎؛ ‏ تلفظ می‌شود [ɛ̃tuʃabl]) فیلمی درام و کمدی به کارگردانی مشترک اولیویه ناکاش و اریک تولدانو است که در سال ۲۰۱۱ در فرانسه ساخته شده‌است.
فیلم آمریکایی قسمت بالایی و فیلم هندی نفس بازسازی این فیلم است.

## خلاصه داستان
داستان فیلم اقتباسی از یک داستان واقعی است. قصه نویسنده ثروتمندی به نام فیلیپ که در اثر سقوط با چتر از گردن به پایین فلج می‌شود و برای پرستاری از خود مردی به اسم دریس را استخدام می‌کند. فیلیپ تا قبل از استخدام دریس مردی بداخلاق و غیرقابل تحمل بود اما با حضور دریس که سابقه سرقت و زندان نیز دارد زندگی و شخصیتش متحول می‌شود. دریس زندگی فیلیپ را به‌طور کامل عوض می‌کند. زندگی کسل‌کننده فیلیپ با ورود دریس تغییر می‌کند به گونه‌ای که از بیرون رفتن با آمبولانس، به بیرون رفتن با ماشین‌های مازراتی خود رو می‌آورد.

## دستاوردها
| سال  | جشنواره                      | دسته                       | نتیجه    | منبع  |
| ---- | ---------------------------- | -------------------------- | -------- | ----- |
| ۲۰۱۱ | جشنواره بین‌المللی فیلم توکیو | جایزه ساکورا               | برنده    | [ ۴ ] |
| ۲۰۱۲ | کولکوئا                      | جایزه عمومی                | برنده    | [ ۵ ] |
| ۲۰۱۲ | انجمن منتقدان فیلم شیکاگو    | بهترین فیلم خارجی‌زبان      | نامزدشده | [ ۶ ] |
| ۲۰۱۲ | جوایز سزار                   | بهترین بازیگر مرد (عمر سی) | برنده    | [ ۷ ] |
| ۲۰۱۲ | جشنواره فیلم ویسکانسین       | بهترین فیلم                | برنده    | [ ۸ ] |
| ۲۰۱۳ | جایزه آکادمی فیلم ژاپن       | بهترین فیلم خارجی          | برنده    | [ ۹ ] |